# NGC 6898
NGC 6898 este o emission-line galaxy⁠(d) situată în constelația Capricornul. A fost descoperită în 28 iunie 1863 de către Albert Marth. Se află la o distanță de 80,19 de megaparseci de Pământ.